# Разлика између пола и рода
Иако су се термини „пол” и „род” користили као синоними од најмање четрнаестог века, у савременој академској литератури они обично имају различита значења. „Пол” се генерално односи на биолошки пол организма, док се „род” обично односи или на друштвене улоге засноване или на полу особе (родна улога) или на личну идентификацију сопственог пола на основу унутрашње свести (родни идентитет). Док се у обичном говору термини „пол” и „род” често користе као синоними, већина савремених научника друштвених наука, бихевиоралних научника и биолога, многи правни системи и институције, и међувладине агенције као што је Светска здравствена организација (СЗО) праве разлику између рода и пола.
Код већине појединаца, различите биолошке детерминанте пола су конгруентне и конзистентне са родним идентитетом појединца, али у неким околностима, пол додељен појединцу при рођењу и род појединца се не поклапају и особа може бити трансродна. Такође у неким случајевима, појединац може имати полне карактеристике које компликују додељивање пола, те особа може бити међуполна.
Сексологу Џон Монију се често приписују заслуге за прављење разлике између биолошког пола и родног идентитета 1955. године. Медисон Бентли је већ дефинисао род као „друштвену страну пола“ деценију раније, 1945. године. Како је Мони првобитно конципирао, род и пол се анализирају заједно као једна категорија која укључује и биолошке и друштвене елементе, али је каснији рад Роберта Столера раздвојио то двоје, означавајући пол и род као биолошке и културне категорије. Пре рада Бентлија, Монија и Столера, реч „род” се редовно користила само за означавање граматичких категорија. Мони је био задужен за случај Дејвида Рејмера, цис мушкарца којем је пенис повређен током обрезивања тако да није могао да се поправи. Дејвида су родитељи по навођењу Монија одгајали као девојчицу, који је покушао да докаже да се родни идентитет примарно учи. Рејнер се после сазнања о свом родном идентитету транзиционирао назад у мушко, а својом причом обесхрабривао такве праксе у будућности. Касније је оболео од клиничке депресије, те је извршио самоубиство у 39. години живота.

## Пол

### Биолози
Анисогамија, или разлике у величини гамета (полних ћелија), је дефинишућа карактеристика два пола. Према биологу Михаелу Мајерусу, не постоји друга универзална разлика између мужјака и женки.
По дефиницији, мужјаци су организми који производе мале, покретне гамете (сперму); док су женке организми који производе велике и углавном непокретне гамете (јајне ћелије или јаја). Ричард Докинс је тврдио да је могуће тумачити све разлике између полова као проистекле из ове јединствене разлике у полним ћелијама.
Баргава и др. (2021) напомињу да термини пол и род нису и не би требало да се користе као синоними. Они наводе да је „пол дихотоман, са одређивањем пола у оплођеној зиготи која произилази из неједнаке експресије гена полних хромозома“. Насупрот томе, род се посматра као „перцепција појединца као мушкарца, жене или трећег, како од стране појединца тако и од стране друштва“. Аутори разликују полне разлике, узроковане биолошким факторима, и родне разлике, које „рефлектују сложену интеракцију психолошких, еколошких, културних и биолошких фактора“. Родни идентитет се стога посматра као „психолошки концепт који се односи на самоперцепцију појединца“.
Друге студије су навеле да, иако постоје неки докази за потенцијалну генетску, неуроанатомску и хормонску основу за родни идентитет, специфични биолошки механизми који су укључени у одређивање родног идентитета још увек нису демонстрирани.

#### Полне разлике
Термин „полне разлике” се обично примењује на полно диморфне особине за које се претпоставља да су еволуиране последице полне селекције. На пример, људска „полна разлика” у висини је последица полне селекције, док „родна разлика” која се типично види у дужини косе (жене са дужом косом), није. Scientific research shows an individual's sex influences his or her behavior.
Полне разлике су првенствено узроковане хормонским факторима, генетским факторима и факторима животне средине. Према Дејвиду Гирију, најосновнија полна разлика код људи је односни трошак репродукције, који је већи за женке него за мужјаке због трудноће и већих постнаталних трошкова родитеља, што резултира различитим преференцијама при избору парења за мужјаке и женке.

### Психијатри
Роберт Столер, чији је рад био први који је пол и род третирао као „два различита колектива података“, у својој књизи Sex and Gender: The Development of Masculinity and Femininity (прев. Пол и род: развој мушкости и женствености) користи термин „пол“ да се односи на „мушки или женски пол и саставни биолошки делови који одређују да ли је неко мужјак или женка“. Он даље наводи да се, да би се утврдио пол, морају анализирати хромозоми, спољашње гениталије, унутрашње гениталије, полне жлезде, хормонска стања, секундарне полне карактеристике, а могуће и мождани системи. Он наводи да је пол особе одређен „алгебарским збиром свих ових квалитета", што резултира тиме да се већина људи класификује или као мушкарци или као жене.
Америчко удружење психијатара наводи да се „пол често описује као биолошки конструкт дефинисан на анатомској, хормонској или генетској основи.

### Психолози
У књизи The Psychology of Gender (прев. Психологији пола) наводи се да се „пол односи на биолошке категорије женки и мужјака, категорије које се разликују по генима, хромозомима и хормонима“. Једна од смерница (зависних од контекста) које користи Америчко удружење психолога каже да „постоји низ показатеља биолошког пола, укључујући полне хромозоме, полне жлезде, унутрашње репродуктивне органе и спољашње гениталије“.

### Социолози
Социолог Дадли Постон наводи да је пол код људи „одређен биолошки, на пет начина“:
- На основу различитих хромозома;
- На основу различитих полних жлезда, које производе гамете и полне хормоне;
- На основу различитих релативних нивоа хормона специфичних за пол;
- На основу различитих унутрашњих репродуктивних структура;
- На основу различитих сполно специфичних спољашњих гениталија. Ова дефиниција обично резултира додељивањем пола при рођењу.

Према Постону, „пол се углавном односи на биолошке карактеристике, док се род односи углавном на социолошке, тј. друштвене карактеристике“.
Напомињући да се типично пол додељује на основу прегледа гениталија при рођењу, Рејн Дозијер наводи да је биолошки пол „комплексна констелација хромозома, хормона, гениталија и репродуктивних органа“.

### Феминистичке теоретичарке
У The Oxford Handbook of Feminist Theory (прев. Оксфордском приручнику за феминистичку теорију), Мери Хоксворт и Лиза Диш примећују да су феминистичке теоретичарке критиковале биолошку основу сексуалног диморфизма. Ове теоретичарке тврде да су показале да постоји више од два природна пола и да, било да су дефинисани у смислу хромозома, хормона, полних жлезда, унутрашње морфологије, спољашњих гениталија или секундарних полних карактеристика, „ниједан од типичних корелата биолошког пола у складу са захтевима дихотомне класификације“, и да све ове карактеристике „не успевају да разликују све мушкарце од свих жена или да обезбеде заједничко језгро унутар сваког пола“.

### Дефиниције у речницима
Оксфордски речник енглеског језика дефинише пол као „било коју од две главне категорије (мужјаци и женке) на које су људи и многа друга жива бића подељена на основу њихових репродуктивних функција“. Постоји још једна напомена о засебној дефиницији која каже да „реч пол сада има тенденцију да се односи на биолошке разлике, док се род често односи на културне или друштвене разлике.“
Речник Меријам-Вебстер дефинише пол као „било који од два главна облика појединаца који се јављају код многих врста и који се разликују као женке или мужјаци, посебно на основу њихових репродуктивних органа и структура“ или „збир структурних, функционалних и понекад карактеристика понашања организама по којима се разликују мужјаци и женке“. Они такође примећују да „доктори могу да промене физичке карактеристике пола, али да телесни пол не одређује род“.

### Здравствене организације
Светска здравствена организација (СЗО) на сличан начин наводи да се „пол односи на биолошке и физиолошке карактеристике које дефинишу мушкарце и жене“ и да су „мужјаци и женке категорије пола“. Према Центрима за контролу и превенцију болести у САД, људи чије се унутрашње психолошко искуство разликује од пола који им је додељен су трансродни, транссексуални или небинарни.

### Историја
Историчар Томас В. Лакеур сугерише да је од ренесансе до 18. века међу лекарима преовладавала склоност ка постојању само једног биолошког пола (теорија једног пола, да су жене и мушкарци имали исту основну репродуктивну структуру). In some discourses, this view persisted into the eighteenth and nineteenth centuries. Laqueur asserts that even at its peak, the one-sex model was supported among highly educated Europeans but is not known to have been a popular view nor one entirely agreed upon by doctors who treated the general population.
Научници као што су Џоан Каден и Михаел Столберг критиковали су Лакеурову теорију. Столберг пружа доказе који сугеришу да је значајно двополно разумевање анатомије постојало пре него што је Лакер тврдио, тврдећи да је полни диморфизам прихваћен још у шеснаестом веку.‍:276 Џоан Каден је изјавила да су 'једнополни' модели тела већ били третирани са скептицизмом у античком и средњем веку, и да Лакерова периодизација преласка са једног на двопол није била тако јасна као што је он рекао.
Пол и род ушли су у центар пажње у САД у време ратова, када су жене морале да раде, а мушкарци су били у рату.

## Род

### Дефиниције у речницима
У Оксфордском речнику енглеског језика, „род” је дефинисан као — у модерној и посебно феминистичкој употреби — „еуфемизам за пол људског бића, који често има за циљ да нагласи друштвене и културне, за разлику од биолошких, разлика између полова“, при чему је најранији цитирани пример из 1963.Шаблон:Update inline The American Heritage Dictionary (5th edition) states that gender may be defined by identity as "neither entirely female nor entirely male"; its Usage Note adds:
Неки људи сматрају да реч „пол” треба да буде резервисана за упућивање на биолошке аспекте мужјака и женки или на сексуалну активност, а да реч „род” треба користити само за упућивање на социокултурне улоге... У неким ситуацијама ова разлика избегава двосмисленост, као у „истраживању рода”, који је јасан на начин на који „истраживање пола” није. Међутим, разлика може бити проблематична. Лингвистички, не постоји никаква стварна разлика између „родне пристрасности” и „полне пристрасности”, и може изгледати измишљено да се инсистира на томе да је „пол” у овом случају нетачан.

### Медицинске организације
Радна дефиниција коју користи Светска здравствена организација за свој рад је да се „род односи на друштвено конструисане улоге, понашања, активности и атрибуте које дато друштво сматра прикладним за мушкарце и жене" и да су „мушкост и женскост родне категорије“. Управа за храну и лекове користила је „род” уместо „пола” када је говорила о физиолошким разликама између мушких и женских организама. Године 2011. преокренули су свој став о овоме и почели да користе „пол” као биолошку класификацију и „род” као „самопредставу особе као мужјака или женке, или како друштвене институције реагују на ту особу на основу родне презентације појединца“. „Род” се такође често користи и за означавање физиологије нељудских животиња, без икаквих импликација друштвених родних улога.

### Политичке организације
ГЛААД (раније Реј и лезбијски савез против клевете) прави разлику између пола и рода. У свом Референтном водичу за медије за трансродна питања, они описују пол као „класификацију људи на мужјаке и женке“ по рођењу, засновану на телесним карактеристикама као што су хромозоми, хормони, унутрашњи репродуктивни органи и гениталије, а родни идентитет као „нечији унутрашњи, дубоко усађени осећај за свој род“.

### Историја
Међу археолозима постоји мало општег слагања око тога шта се може тачно рећи о родним идентитетима, улогама и процесима у најранијим људским друштвима између 40.000 и 4.000 година пре садашњости. Постоји консензус да су културе у овом тренутку разликовале категорије људи према роду, ако се род дефинише као правила понашања и улоге засноване на полу. Вероватно је да високо диференциране културе овог периода нису поседовале јединствен систем класификације полова, већ је уместо тога њихова концепција рода могла бити специфична за културу, слично као и савремена друштва. Могуће је да су неке културе ове ере препознавале до пет родова. На пример духовне вође и исцелитељи су можда препознати као различити родови. И даље се расправља о томе да ли су друштвене улоге, као што је верско вођство, биле засноване на роду, а не годинама или вештинама.
Неки археолошки докази показују да је род, у смислу друштвених и бехавиоралних разлика, развијен „барем пре 30.000 година”. Још доказа из пре 26.000 година је пронађено на археолошком налазишту Долни Вешотице I, у данашњој Чешкој, током Горњег палеолита.
Из Мезолита, различити докази указују на родно диференцирану употребу алата и исхрану у неким културама. До тог времена, вероватно је да је род постао важан елемент организационе структуре ових друштава. Слични гробни предмети пронађени у мушким и женским сахранама високог статуса у овом периоду, међутим, указују да статус није био само заснован на полу. Такође има много више доказа за препознавање трећег и четвртог пола из овог периода.
Године 2011. објављено је да је у Прагу откривена нетипична сахрана као део културе линеарне керамике, датирана на између 2900. и 2500. године пре нове ере. Посмртни остаци, за које се верује да су анатомски мушки, били су оријентисани на исти начин као и сахране жена и нису били праћени било каквим родно специфичним гробним материјалом. На основу овога, археолог Камила Вешинова сугерише да је вероватно да је реч о особи „другачије сексуалне оријентације, хомосексуалној или транссексуалној”, док су медијски извештаји најављивали откриће првог „пећинског геј човека” на свету. Археолози и биолошки антрополози критиковали су медијско извештавање као сензационалистичко, као и критикујући оригиналну изјаву Вешинове, у којој она спаја пол, род и сексуалност, тврдећи да, иако би сахрана могла представљати трансродну особу, то не мора нужно да значи да су имали другачију сексуалну оријентацију, или да би их њихова култура сматрала „хомосексуалцем”.
Турек напомиње да постоји неколико примера гробова од жичане керамике који садрже старије биолошке мушкарце са типично женским гробним материјалом и телесном оријентацијом. Он сугерише да су „старији мушкарци можда одлучивали да се пензионишу као жене из симболичних и практичних разлога."
Историјско значење „рода” (Gender), које је на крају изведено из латинског „genus”, било је „врста“ или „разноврсност“. До 20. века ово значење је застарело, а реч „род” се скоро увек користила за означавање граматичких категорија, иако постоји мали број примера да се род користи као синоним за пол пре 20. века, па чак и 1474. године. Ово се променило раних 1970-их када је рад Џона Монија, посебно популарни школски уџбеник Man & Woman, Boy & Girl (прев. Човек и жена, дечак и девојчица ) прихваћен од стране феминистичке теорије. Ово значење „рода” сада је преовлађујуће у друштвеним наукама, иако у многим другим контекстима „род” укључује „пол” или га замењује. Како је формулисао Мони, род се посматра као додатна варијабла пола. Каснији рад Роберта Столера, који је иновирао термин „родни идентитет“, одвојио је род од пола као специфично културне и биолошке категорије и третирао их као „два различита реда података“.
Џон Мони је био задужен за случај Дејвида Рејмера, цис мушкарца којем је пенис повређен током обрезивања тако да није могао да се поправи. Пошто је остао без пениса, Дејвида су родитељи по навођењу Монија одгајали као девојчицу, који је покушао да докаже да се родни идентитет примарно учи. Кад је имао 13 година, Рејнер је имао суицидну депресију и рекао својим родитељима да ће се убити ако опет буде морао да посети Монија. Дана 14. марта 1990, родитељи су му открили истину. Случај је првобитно био познат у медицинским круговима анонимно под називом „случај Џон/Џоан”, али је после Рејнер одлучио да изађе у јавност са својом причом како би обесхрабрио такве праксе у будућности. Дејвидов брат близанац, Брајан, се предозирао у 36. години, док је Дејвид починио самоубиство у 38. години живота. Њихови родитељи су изјавили да је Монијева методологија довела до њихових смрти. Дејвидова мајка је такође изјавила да је Дејвид „достао депресиван после губитка свог посла и растављања са својом женом”. Мони је критикован од стране стручне јавности за неетичност приликом експериментисања над живим људима, тј. деци.

## Разлика у лингвистици
Пошто друштвене науке сада праве разлику између биолошки дефинисаног пола и друштвено конструисаног рода, термин „род” се сада такође понекад користи од стране лингвиста за означавање друштвеног рода као и граматичког рода. Неки језици, као што су немачки или фински, немају одвојене речи за пол и род. Немачки, на пример, користи реч „Biologisches Geschlecht“ за биолошки пол, а „Soziales Geschlecht“ за род када прави ову разлику. Традиционално, међутим, лингвисти су правили разлику између „пола” и „рода”, где се „пол” првенствено односи на атрибуте ентитета из стварног света – релевантни екстралингвистички атрибути су, на пример, мушки, женски, нелични и неодређени пол – а граматички род се односи на категорију, као што су мушки, женски и средњи род (често заснована на полу, али не искључиво на свим језицима), која одређује слагање између именица различитог рода и повезаних речи, као што су чланови и придеви.
A Comprehensive Grammar of the English Language (прев. Свеобухватна граматика енглеског језика), на пример, наводи:
Под РОД се подразумева граматичка класификација именица, заменица или других речи у именичким фразама према одређеним значењским разликама, посебно разликама везаним за пол референта.
Тако немачки, на пример, има три рода: мушки, женски и средњи. Именице које се односе на људе и животиње познатог пола „генерално“ се односе на именице са еквивалентним родом. Дакле, Mann (што значи мушкарац) је мушког рода и повезује се са одређеним чланом у мушком роду, der Mann, док је Frau (што значи жена) женског рода и повезује се са одређеним чланом женског рода, die Frau. Међутим, речи за неживе предмете су обично мушког (нпр. der Tisch, сто) или женског (die Armbanduhr, сат), а граматички род се може разликовати од биолошког пола; на пример, именица женског рода [die] Person (особа) се односи на особу оба пола, а именица средњег рода [das] Mädchen значи „девојка”.
У савременом енглеском језику не постоји прави граматички род у овом смислу,

## Вест и Зимерманово „бављење родом“
Коришћено првенствено у социологији и родним студијама, „бављење родом“ (енгл. Doing gender) је друштвено конструисана представа која се дешава током рутинских људских интеракција, а не као скуп есенцијализованих квалитета заснованих на нечијем биолошком полу. Термин се први пут појавио у чланку Кендис Вест и Дона Зимермана „бављење родом“, објављеном у рецензираном часопису Gender and Society (прев. Род и друштво). Првобитно написан 1977. године, али објављен тек 1987. године. „бављење родом“ је најцитиранији чланак објављен у Gender and Society.
Вест и Зимерман наводе да је за разумевање рода као активности важно направити разлику између пола, категорије пола и рода.‍:127 Они кажу да се пол односи на друштвено договорене спецификације које одређују једног као мушког или женског; пол се најчешће заснива на гениталијама појединца, или чак на њиховом хромозомском типу пре рођења. Они сматрају да су полне категорије дихотомне и да је особа стављена у категорију пола испољавањем квалитета ексклузивних за једну или другу категорију. Током већине интеракција, други одређују пол особе идентификујући њену категорију пола; међутим, они верују да пол особе не мора да буде у складу са категоријом пола. Вест и Цимерман тврде да је категорија пола „успостављена и одржавана друштвено потребним идентификационим приказима који проглашавају нечије чланство у једној или другој категорији“.Род је извођење ставова и поступака који се сматрају друштвено прихватљивим за категорију пола.
Вест и Зимерман су сугерисали да интеракцијски процес „бављења родом”, у комбинацији са друштвено договореним родним очекивањима, сматра појединце одговорним за своје родне перформансе. Они такође верују да, иако „бављење родом“ на одговарајући начин јача и промовише друштвене структуре засноване на родној дихотомији, оно на неприкладан начин не доводи у питање те исте друштвене структуре; испитује се само појединачни актер. Концепт „радње рода“ препознаје да род и структурира људске интеракције и да се кроз њих ствара.

## Критика „полне разлике“ наспрам „полне разлике“.
Тренутна разлика између појмова „полне разлике” у односу на „родну разлику” критикована је као погрешна и контрапродуктивна. Ови термини сугеришу да се понашање „појединца” може поделити на засебне биолошке и културне факторе. (Међутим, разлике у понашању између појединаца могу се статистички поделити, као што их проучава генетика понашања). Уместо тога, сва понашања су фенотипови — сложени преплет природе и васпитања.
Неки психолози су тврдили да треба напустити разлику између појмова „пол“ и „род“. Предложен је термин „пол/род” како би се нагласила неодвојивост биолошких, социолошких и културних фактора.
Дајан Халперн, у својој књизи Sex Differences in Cognitive Abilities (прев. Полне разлике у когнитивним способностима), расправљала је о проблемима са „полном” у односу на „родну” терминологију:
Не могу да тврдим (у овој књизи) да су природа и неговање неодвојиви и онда... користим различите термине за означавање сваке класе варијабли. ... биолошке манифестације пола мешају се са психосоцијалним варијаблама... Употреба различитих термина за означавање ове две врсте доприноса људском постојању деловала је неприкладно у светлу биопсихосоцијалне позиције коју сам заузела.

Она цитира резиме проблема са појмовима „пол” и „род” Стивена Пинкера: „Део тога је нова присност — многи људи данас су гадљиви према сексуалном диморфизму као што су Викторијанци били у вези са сексом. Али део тога је ограничење енглеског језика. Реч 'пол' се двосмислено односи на копулацију и на полни диморфизам..." Ричард Липа пише у књизи род, природа и храна да:
Неки истраживачи су тврдили да реч пол треба користити за означавање биолошке разлике, док реч род треба користити за означавање културне разлике. Међутим, уопште није јасно у ком степену су разлике између мушкараца и жена последица биолошких фактора у односу на научене и културолошке факторе. Штавише, неселективна употреба речи род има тенденцију да замагли разлику између две различите теме: (а) разлике између мужјака и женки и (б) индивидуалне разлике у мушкости и женскости које се јављају унутар сваког пола.
Предложено је да би корисније разликовање било да ли је разлика у понашању између полова прво последица развијене адаптације, а затим, ако јесте, да ли је адаптација сексуално диморфна (различита) или сексуално мономорфна (иста код оба пола). ). Термин полна разлика би се тада могао поново дефинисати као међуполне разлике које су манифестације сексуално диморфне адаптације (што је оно колико научника користи тај термин), док би се појам родне разлике могао редефинисати како због диференцијалне социјализације између полова мономорфне адаптације или нуспроизвода. На пример, већа склоност мушкараца ка физичкој агресији и преузимању ризика би се назвала „полном разликом“; генерално дужа дужина косе на глави женки би се назвала „родном разликом".

## Трансродне особе и родноквир особе
Трансродне особе доживљавају несклад између свог родног идентитета или родног израза и пола који им је додељен при рођењу. Трансродне особе се понекад називају „транссексуалцима” ако желе медицинску помоћ да пређу са једног пола на други.
„Трансродност” је такође кровни појам: осим што укључује људе чији је родни идентитет супротан њиховом приписаном полу (транс мушкарци и транс жене), он може укључивати људе који нису искључиво мушки или женски (нпр. особе које су родноквир, двородне, панродне, родно флуидне или ародне). Other definitions of transgender also include people who belong to a third gender, or conceptualize transgender people as a third gender. Infrequently, the term transgender is defined very broadly to include cross-dressers.

## Феминизам

### Опште
Многе феминисткиње сматрају да је пол само ствар биологије и нешто што се не односи на друштвену или културну конструкцију. На пример, Линда Бирке, феминистичка биологиња, каже да се „биологија не гледа као на нешто што би се могло променити”. Међутим, разлика између пола и рода, позната и као стандардни модел пола и рода, критикују феминисткиње које верују да се неоправдано ставља нагласак на то да је пол биолошки аспект, нешто што је фиксно, природно, непроменљиво и што се састоји од дихотомије мушко/женско. Они верују да разлика не препознаје ништа изван стриктно дихотомије мушко/женско и да ствара баријеру између оних који се уклапају као „обично” и оних који су „необични”. У делу Ане Фаусто-Стерлинг Sexing the Body, она се бави рађањем деце која су интерсексуална. У овом случају, стандардни модел (разлика између пола и рода) сматра се нетачним с обзиром на то да постоје само два пола, мушки и женски. То је зато што „потпуна мушкост и потпуна женскост представљају крајње крајеве спектра могућих типова тела“. Другим речима, Фаусто-Стерлинг тврди да је пол континуитет.
Уместо да пол посматрају као биолошки конструкт, постоје феминисткиње које и пол и род виде као друштвени конструкт. Фаусто-Стерлинг верује да је пол друштвено конструисан јер природа не одлучује о томе ко се физички види као мушкарац или жена. Уместо тога, лекари одлучују шта се чини „природним“ полом за становнике друштва. Поред тога, пол, понашање, поступци и изглед мушкараца/жена такође се сматрају друштвено конструисаним јер се кодови женствености и мушкости бирају и сматрају одговарајућим од стране друштва за друштвену употребу.
Неки феминистички филозофи сматрају да је пол потпуно неодређен, на пример, Дијалектика пола: Случај феминистичке револуције, веома утицајан феминистички текст.
Мари Микола је изнела „Модел коваријације особине/норме“ као предложену замену за разлику између пола и рода. Тврдећи да дистинкција пол/род, како је формулисана у савременом феминизму, имплицира да „укидање рода треба да буде политички циљ феминизма“, модел дели по дескриптивним особинама и евалуативним нормама, пре него по полу и роду. У овом моделу, термин „описне особине“ укључује физичке и анатомске особине, улоге и самопоимање. Тако, на пример, „полне особине“ (као што су јајници) и „родне особине“ (као што је ношење шминке) су подведене у категорију дескриптивних особина, док се „бити женственост“ узима као процењивачка норма. Евалуативне норме одражавају како се дескриптивне особине оцењују од стране спољних посматрача, а одређене дескриптивне особине могу да се подударају са одређеним евалуативним нормама. Тако, на пример, особина "имати дугу косу" се у неким културама у великој мери подудара са женским нормама, а у другим мање.

### Ограничења
Неке феминисткиње иду даље и тврде да ни пол ни род нису стриктно бинарни концепти. Џудит Лорбер је, на пример, изјавила да многи конвенционални показатељи пола нису довољни да разграниче мушкарце од жене. На пример, не луче све жене млеко, док неки мушкарци луче. Слично томе, Сузан Кеслер, у истраживању медицинских специјалиста за педијатријску интерсексуалност из 1990. године, открила је да када се дете роди са XY хромозомима, али двосмисленим гениталијама, дететов пол се често одређује према величини пениса. Стога, чак и ако постоји разлика између пола и рода, Лорбер и Кеслер сугеришу да дихотомије женско/мушко и мушко/женско нису саме по себи исцрпне. Лорбер пише: „Моја перспектива превазилази прихваћене феминистичке ставове да је род културолошки слој који модификује физиолошке полне разлике... Тврдим да се тела на много начина разликују физиолошки, али су она потпуно трансформисана друштвеним праксама да би се уклопила у истакнуте категорије друштва, од којих су најприсутније женка и мужјак и жене и мушкарци."
Штавише, Лорбер је тврдила да постоји више разноликости унутар појединачних категорија пола и рода – женског/мушког и женског/мушког рода – него између њих. Стога је њена основна тврдња да су и пол и род друштвене конструкције, а не природне.
Слично гледиште изнела је Линда М.Г. Зерили, која пише о Моник Витиг, да је она „критична према дихотомије пол/род у многим феминистичким теоријама јер таква дихотомија оставља неупитним веровање да постоји „језгро природе које се опире испитивање, однос који је у анализи искључен из друштвеног — однос чија је карактеристика неизбежност у култури, као иу природи, а који је хетеросексуални однос.'“ Надовезујући се на Витиг, Џудит Батлер такође критикује разлику између пола и рода. Расправа о полу као биолошкој чињеници доводи до тога да пол изгледа природно и политички неутрално. Међутим, она пише: „Да ли су тобоже природне чињенице пола дискурзивно произведене у служби других политичких и друштвених интереса?" Батлер закључује: „Ако се оспорава непромењиви карактер пола, можда је овај конструкт који се зове пол културолошки конструисан као и род; заиста, можда је то увек већ био род, с последицом да се испостави да је разлика између пола и рода непостојана“.